# Обертальна чорна діра
Обертальна чорна діра — це чорна діра, яка має кутовий момент  та обертається навколо однієї зі своїх осей симетрії.
Як відомо, усі небесні тіла (планети, зорі (Сонце), галактики, чорні діри) – обертаються.   У загальній теорії відносності обертальна чорна діра описується за допомогою метрики Керра, яка враховує не тільки масу чорної діри, але й її кутовий момент. Обертальні чорні діри відрізняються від необертальних тим, що вони мають збільшену область навколо чорної діри, в якій можливий рух частинок з енергією та кутовим моментом, який може бути визначений за допомогою процесу Пенроуза.

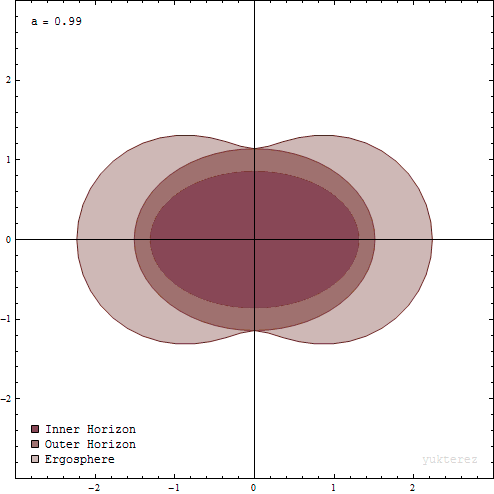
Зображення межі Керрівської чорної діри. Зверніть увагу, що немає фізичних "поверхонь" як таких. Межі є математичними поверхнями або множинами точок в просторі-часі, які важливі для аналізу властивостей та взаємодій чорної діри.

## Види чорних дір
Існує чотири відомих точних розв'язки рівнянь гравітаційного поля Ейнштейна, які описують гравітацію в загальній теорії відносності. Обертаються лише два типи: чорні діри Керра та Керра–Ньюмена. Загальноприйнято вважати, що кожна чорна діра швидко розпадається до стабільної чорної діри і за теоремою відсутністі волосся, а також, за винятком квантових флуктуацій, стабільні чорні діри можуть бути повністю описані в будь-який момент часу 11 параметрами:
- маса-енергія M ,
- лінійний імпульс P (три компоненти),
- кутовий момент J (три компоненти),
- позиція X (три компоненти),
- електричний заряд Q .

Ліворуч зображена модель, де з точки зору падаючого об'єкта, занурення в обертальну чорну діру відбувається за кінцевий власний час і з дуже високою швидкістю. Праворуч модель, де з точки зору спостерігача у координатній системі, швидкість руху об'єктів, що падають до горизонту подій чорної діри,сповільнюються, наближаючись до нульової швидкості. На горизонті відносно стаціонарний об'єкт залишається на місці, тоді як об'єкти безкінечно обертаються навколо чорної діри під впливом ефекту перетягування чорної діри.

Орбіта з прямим напрямком руху навколо обертальної чорної діри з параметром обертання a/M=0,9.

Ці параметри представляють збережені властивості об'єкта, які можна визначити з відстані, розглядаючи його електромагнітні та гравітаційні поля. Всі інші відмінності в чорній дірі або вибігають до нескінченності, або поглинаються чорною дірою. Це обгрунтовується інформаційним парадоксом чорної діри, котрий зазначає що будь-що, що відбувається всередині горизонту подій чорної діри, не може вплинути на події за її межами.
З точки зору властивостей чорних дір можна визначити тип за наступною таблицею:
|                       | Не обертається( Дж = 0)    | Обертається( Дж > 0)  |
| --------------------- | -------------------------- | --------------------- |
| Не заряджена ( Q = 0) | метрика Шварцшильд         | метрика Керра         |
| Заряджена ( Q ≠ 0)    | метрика Райснер–Нордстрема | метрика Керра–Ньюмена |

Очікується, що астрофізичні чорні діри матимуть ненульовий кутовий момент, через їх формування в результаті колапсу обертальних зоряних об'єктів, але фактично електричний заряд дорівнює нулю, оскільки будь-який чистий заряд швидко притягує протилежний заряд і нейтралізується. Через це термін "астрофізична" чорна діра зазвичай зарезервований для чорної діри Керра. 

## Формування
Обертальні чорні діри утворюються в результаті гравітаційного колапсу масивної обертальної зорі, або в результаті колапсу чи зіткнення набору компактних об’єктів, зірок або газу, з сумарним ненульовим кутовим моментом. Оскільки всі відомі зорі обертаються, а реалістичні зіткнення мають відмінний від нуля кутовий момент, очікується, що всі чорні діри в природі є обертальними   Оскільки спостережувані астрономічні об’єкти не мають значного сумарного електричного заряду, лише метрика Керра має астрофізичне значення.
Наприкінці 2006 року астрономи повідомили про оцінки швидкості обертання чорних дір у The Astrophysical Journal . Чорна діра в Чумацькому Шляху, GRS 1915+105, може обертатися 1150 разів на секунду , наближаючись до теоретичної верхньої межі.

### Зв'язок з гамма-спалахами
Вважається, що під час випромінювання гамма-спалахів можна спостерігати утворення обертальної чорної діри колапсаром.

## Перетворення на чорну діру Шварцшильда
Обертальна чорна діра може виробляти велику кількість енергії за рахунок енергії обертання.   Це відбувається через процес Пенроуза в ергосфері чорної діри, області, розташованій безпосередньо за її горизонтом подій. У такому разі обертальна чорна діра поступово зменшується до чорної діри Шварцшильда - мінімальної конфігурації, з якої не можна далі видобути енергію, хоча швидкість обертання чорної діри Керра ніколи не досягне нуля.

## Метрика Керра, метрика Керра–Ньюмена

Обертальна чорна діра з точки зору віддаленого спостерігача.

Чорна діра, що обертається, є розв’язком рівняння поля Ейнштейна . Є два відомі точні розв’язки, метрика Керра та метрика Керра–Ньюмена, які, як вважають, є репрезентативними для всіх розв’язків обертальної чорної діри у зовнішній області.
Поблизу чорної діри простір викривляється настільки, що світлові промені відхиляються, а світло, розташоване дуже близько, може відхилятися настільки, що кілька разів обертається навколо чорної діри. Отже, спостерігається віддалена фонова галактика (або якесь інше небесне тіло), може пощастити побачити одне й те саме зображення галактики кілька разів, хоча більш спотворене.  Повний математичний опис того, як світло огинається навколо екваторіальної площини чорної діри Керра, був опублікований у 2021 році 
У 2022 році було математично продемонстровано, що рівновага, знайдена Керром у 1963 році, була стабільною, а отже, чорні діри, які були рішенням рівняння Ейнштейна 1915 року, були стабільними. 

## Перехід стану
Обертальні чорні діри мають два температурні стани, в яких вони можуть перебувати: нагрівання (втрата енергії) і охолодження. У 1989 році Пол Девіс стверджував, що перехід між двома станами відбувається, коли квадрат відношення маси чорної діри до кутового моменту в одиницях Планка дорівнює золотому перерізу.  Це твердження пізніше було визнано невірним і суперечить попереднім роботам Пола Девіса. 

## У масовій культурі
Чорні діри Керра широко описані у візуальному романі 2009 року Steins;Gate (також ТБ / манга ) через їхні можливості подорожувати в часі .  Однак вони значно збільшені з метою оповідання. Чорні діри Керра також є ключовими для проекту «Лебедина пісня» Джо Девіса (художник) .  

## Дивіться також
- Чорна діра бомба
- Параметр обертання чорної діри
- Чорна діра спін-фліп
- Сингулярність BKL – рішення, що представляє внутрішню геометрію чорних дір, утворених гравітаційним колапсом.
- Ергосфера
- Чорні діри Керра як червоточини
- Процес Пенроуза
- Сингулярність кільця
- Зоряні чорні діри

## Подальше читання
- Misner, C. W.; Thorne, K. S.; Wheeler, J. A. (1973). Gravitation (вид. 2nd). W. H. Freeman.
- Macvey, John W. (1990). Time Travel. Scarborough House.
- Melia, Fulvio (2007). The Galactic Supermassive Black Hole. Princeton U Press.
- Brahma, Suddhasattwa; Chen, Che-Yu; Yeom, Dong-han (2021). Testing Loop Quantum Gravity from Observational Consequences of Nonsingular Rotating Black Holes. Physical Review Letters. 126 (18): 181301. arXiv:2012.08785. Bibcode:2021PhRvL.126r1301B. doi:10.1103/PhysRevLett.126.181301. PMID 34018784.